# 노르웨이 개발협력청
노르웨이 개발협력청 (The Norwegian Agency for Development Cooperation, Norad)은 노르웨이 외무부 산하 독립기구이며 노르웨이의 공적개발원조를 집행하는 곳이다. 원조를 효과적으로 추진하며 질적 보장과  평가를 담당한다. 비정부기구의 자금 조달도 어느 정도 담당하며 프로젝트 및 연구를 담당한다. 2004년 중반부부터 공적개발원조 담당이 외무성으로 이관됐고 개도국 활동 NGO 지원이 개발협력청 소관이 됐다. 개발원조기금 관리와 노력을 통해 노르웨이의 개발원조활동이 효율적으로 이뤄지도록 감독한다.

## 재정
노르웨이 정부는 278억 노르웨이 크로나로 예산을 배정하고 있다. 노르웨이는 세계에서 개발원조기금을 가장 많이 배당하는 국가이다.